# Aljotta
Aljotta é um prato da culinária de Malta. Consiste numa sopa rica de peixe com muito alho e tomate(s). Muitas vezes é servida com arroz.
Uma receita recomenda saltear cebola cortada em azeite e, quando transparente, juntar alho picado, um pouco de massa de tomate, manjerona e hortelã e deixar tomar do gosto; juntar tomate em pedaços (sem pele, nem pevides) e caldo de peixe e deixar cozinhar, fervendo em fogo brando. No fim, juntar o peixe e deixar apurar; opcionalmente, pode juntar-se arroz cozido. 